# アイラビスタ (カリフォルニア州)
アイラビスタ（英: Isla Vista）は、アメリカ合衆国カリフォルニア州中部サンタバーバラ郡の国勢調査指定地域（CDP）である。2010年の国勢調査では人口23,096 人だった。住民の大半は近くにあるカリフォルニア大学サンタバーバラ校（町の東にある）、あるいはサンタバーバラ・シティ・カレッジの大学生である。海浜から崖が約30フィート (9 m) 立ち上がった平らな台地の上に町がある。
アイラビスタは地中海性気候にあり、サンタバーバラ市やゴリータ市の周辺町に比べて降水量がやや少ない。サンタバーバラ郡海岸の南面した部分に位置し、チャンネル諸島の見えるコールオイルポイントとキャンパスポイントの間にある。エルニーニョ現象の発生する年には、雨量が多く危険になる可能性もある。デル・プラヤ・ドライブの南に建てられた家屋やアパートは、オーシャンビューを楽しめるので、学生の人気が高いが、太平洋から30ないし60フィート (18 m)立ち上がった浸食されやすい崖の上に建てられているので、倒壊する危険性がある。近年の浸食でカリフォルニア大学サンタバーバラ校キャンパスに近い幾つかの建物の基礎が露出している。
アイラビスタは、国内でも住宅価格の高いサンタバーバラ郡の南海岸にあるので、学生達はヒスパニック系勤労者住民と共に住宅をシェアして使っている。アイラビスタはゴリータ市にもサンタバーバラ市にも併合されてこなかったので、市民プロジェクトには唯一郡の予算が適用できる。
町内には学生住宅協同組合であるサンタバーバラ学生住宅コープと食料の協同組合であるアイラビスタ食料コープがある。

## 地理

アイラビスタの海浜と夕焼け

アイラビスタは、北にエル・コレヒオ道路、東にオーシャン道路、南に海浜、西にカミノ・マジョルカに挟まれた箱型をしている。2000年国勢調査では、人口13,465人、面積約0.6平方マイル (1.6 km2) であり、カリフォルニア州でも最大級に人口密度が高い。町内にカリフォルニア大学サンタバーバラ校キャンパスがあり、ストーク・ランチや、ロス・カルネロスとストーク道路から北にホリスター・アベニューの間の地域があり、ここには2万人近い人口と、面積2.2平方マイル (5.7 km2) がある。2000年国勢調査のときに、約2,000人の寮生がサンタバーバラ空港に住んでいるとする誤りが発生し、アイラビスタの数字が小さくなっていた。2010年からは、元のアイラビスタの多くがゴリータ市に入れられることになった。
アイラビスタは、現在アイラビスタと呼ばれている地域を中心にした最初の小区画の名前である。東はカミノ・ペスカデロ、西はカミノ・コルトに挟まれていた。この小区画は1925年に設立され、1926年にはカリフォルニア大学とカミノ・ペスカデロの間にオーシャンテラス小区画ができ、またカミノ・コルトとカリフォルニア大学西キャンパスの間にオリラ・デル・マー小区画ができた。サンタバーバラ郡は3つの小区画に共通の道路レイアウトを要求しなかったので、多くの東西方向の道路は3つの小区画の境界で急カーブを描いている。この3つの小区画が現在集合的にアイラビスタと呼ばれているのであり、元々メキシコの土地払下げを受けた家族の子孫であるアルフォンソ・デンが受け継いでいた土地である。
ゴリータ市が2001年に法人化され、北の内陸部と西の海岸部が入り、アイラビスタは除外された。地方機関形成委員会の執行役員がその理由として「政治的難しさ」を挙げた。ただしアイラビスタを含むゴリータ市の世論調査では、アイラビスタを入れる住民投票が通ることになっている。
アイラビスタは北緯34°24'53" 、西経119°51'38" (34.414595, -119.860418)に位置している。
アメリカ合衆国国勢調査局に拠れば、全面積は1.86平方マイル (4.833 km2)であり、このうち陸地は1.85平方マイル (4.789 km2)、水域は0.017平方マイル (0.045 km2)で水域率は0.93％である。

## 歴史

### 開拓初期
アイラビスタに住んだ最初期の人類はチュマシュ族あるいはその先祖である。彼らはアイラビスタのメサを「アニスコヨ」と呼んだ(チュマシュ語の `manzanita'に関わる) 。「金の天国」という意味であり、現在のカリフォルニア大学キャンパスのチードルホールと217入り口近くに恒久的な集落があった。これらの村は集合的に「ヘリイイク」と呼ばれた。フランシスコ会宣教師がチュマシュ族と出逢い、サンタバーバラ伝道所に連れて行った。
アイラビスタのメサは1842年にランチョ・ドス・プエブロスというメキシコの払下げ地の一部としてニコラス・A・デンに与えられた。デンの子孫であるアルフォンソ・デンが現在アイラビスタと呼ばれている土地を継承した。アルフォンソ・デンとその9人の兄弟の幾人かが有名な訴訟の原告となった。彼らが未成年だった1869年に、土地の管理人であるチャールズ・E・ヒューズがウィリアム・ウェルズ・ホリスター大佐に違法に売却していたからだった。このホリスターはゴリータ市にあるホリスター・アベニュー、ホリスター牧場、サンベニト郡のホリスター市の名前のもとになった人物だった。メキシコの土地権利の移行に関する法的問題では専門だったサンフランシスコの弁護士トマス・B・ビショップが、ホリスターを相手取ってデン家の子供たちのために1876年に訴訟を起こし、1885年に勝訴した。ビショップは訴訟報酬としてデン家が所有していた一等地の多くを受け取り、現在ゴリータ市のグレンアニー道路近くにある土地はビショップ・ランチと呼ばれている。デン家の子供たちにはほとんど魅力の無い土地が残されており、そこにはリンコン・ランチが入っている。この名前は当時アイラビスタのメサ全体、カリフォルニア大学から西のコールオイルポイントまでの名前だった。リンコンはスペイン語で角という意味であり、ストーク道路がエル・コレヒオに曲がるところの角である。1930年頃まで、ストーク道路とエル・コレヒオがアイラビスタに入る唯一の道路であり、ロス・カルネロスやウォード・メモリアル道路は存在していなかった。これはゴリータ沼地が通過を妨げていたからだった。リンコン・ランチには清水が大変少なかったので、農業が難しかった。この土地はデン家の3人の子供たちに分割された。精神障害があったアウグスト・デンが現在のカリフォルニア大学キャンパスを含む土地を受け取り、アルフォンソ・デンが現在のアイラビスタを受け継いだ。
アルフォンソ・デンの土地は地元の土地投機家に渡り、1920年代半ばに「地理」の節で記した3つの小区画に分割された。アイラビスタ小区画は20世紀のゴリータ・バレーで最も早く作られた都市化区画となった。アイラビスタの狭い通りは1920年代の土地計画の特徴である。水道、電気、道路、建物、下水道の計画は1920年代に作られておらず、この小区画は投機的なものだった。投機の幾つかは太平洋に面した不動産に関わるものだったが、同じくらい重要な動機はアイラビスタの地から接近可能な油田の可能性だった。投機を助けるために、小区画の土地割は狭く、鉱業権は土地のブロックに纏められた。石油は幾らか見つかったが、アイラビスタの西にある大変生産的なエルウッド油田とは異なり、ここの油井は生産を維持できなかった。エルウッド油田から支払われるロイアルティが、サンタバーバラ郡の有名な郡庁舎建設資金の大部分に使われた。アイラビスタの南約1マイル (1.6 km)、サンタバーバラ海峡にある石油埋蔵地は南エルウッド油田と呼ばれたが、1969年のサンタバーバラ石油流出事故以後地元からの政治的反対があり、十分に開発が進まなかった。南エルウッド油田には最大1億バーレル (16,000,000 m3) の石油が埋蔵されていると見られ、1980年代はアルコが、1990年代はモービルが開発しようとしたが、地元の反対で挫折してきた。
1920年代にアイラビスタの土地区画が数百人のオーナーに売れたとしても、1940年代以前は休暇用コテージが幾らか立っているだけだった。水に乏しいために車で運ばねばならず、原始的な下水道とゴミ収集では開発もあまり進まなかった。農家が豆類を栽培し、そのゴミを大きな山に積み上げていた。

### 第二次世界大戦
1932年2月23日、日本軍の潜水艦がアイラビスタのすぐ西のエルウッド油田を砲撃した。これに対応してアメリカ海兵隊がアイラビスタのすぐ東の土地（現在のカリフォルニア大学キャンパス）とサンタバーバラ空港となっている土地の双方を占領した。海兵隊は西太平洋で日本軍と闘う戦隊のために重要な戦闘訓練施設として海兵隊航空基地サンタバーバラを開発した。中でもブラックシープと呼ばれたVNF-214部隊はここで訓練し、航空母艦フランクリンに乗艦することになった。この戦時の航空基地開発のためにチュマシュ族の神聖な墓地があったメスカリタン島が整地され、ゴリータ沼地の残りを埋めるために使われた。そこはかつて数千人のチュマシュ族が住んだ河口だった。沼地は昔、深かったのでスペイン人探検家が山の麓まで船で進んだほどであり、現在のホリスター・アベニューの場所を通っていた。しかし、この時までに、沼地の大半は1861年から1862年の大洪水による沈泥で塞がれ、また地域で行われた農業活動からの土が埋められていた。海兵隊は残っていた深い水路、特に今日民間航空機に使われている滑走路の下にあったものを埋めた。海兵隊は続いて整地したチュマシュ族墓地に下水処理場を建設した。現在のゴリータ衛生地区施設がある場所である。
海兵隊航空施設は第二次世界大戦後に不用と見なされ、空港はサンタバーバラ市に移管され、崖上の兵舎と土地は、1948年に新しいサンタバーバラ・キャンパスのためにカリフォルニア大学に渡された。
カリフォルニア大学サンタバーバラ校が最初に描いたビジョンは小さかった。崖上には学生数3,000人規模のキャンパスであり、隣接するアイラビスタは職員のための家族用家屋とアパートが混じる場所として開発されると見なされていた。1950年代初期にサンタイネス山地の貯水池カチュマ湖から上水が引かれた。アイラビスタに転入した家屋所有者はアイラビスタ衛生地区（現在のゴリータ西衛生地区）を1954年に結成した。

### 大学

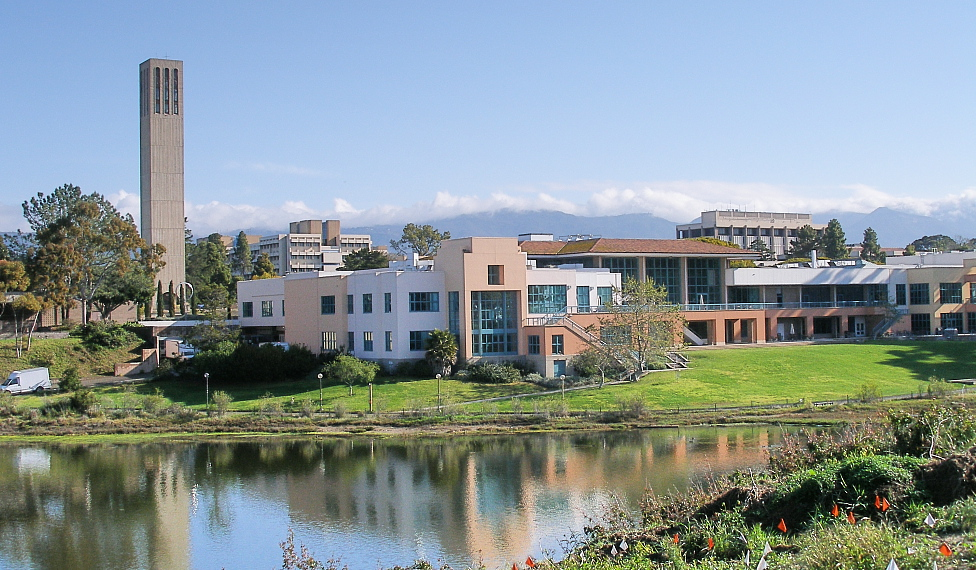
カリフォルニア大学サンタバーバラ校キャンパス

カリフォルニア大学サンタバーバラ校は1954年に新キャンパスに移動し、開校式が行われた。
新しく全国的に名の知られたクラーク・G・クーブラーが新キャンパスに学長として招かれた。クーブラーはウィスコンシン州にある小さな教養系大学リポン・カレッジの学長をしていた。その任務はカリフォルニア大学バークレー校やロサンゼルス校の巨大なマンモス大学システムを補うために、1級の小さな教養系大学に発展させることだった。クーブラーは米国聖公会の著名な指導者であり、アイラビスタ初の教会であるセントミカエル・アンド・オールエンジェルス・アット・カミノ・ペスカデロ・アンド・ピカソの設立に貢献していた。現在ではアイラビスタに6つの宗教施設がある。クーブラーはニューヨーク市で別の男を勧誘していたと告発された後の1955年に辞任した。
アイラビスタは1920年に小区分に分けられていたが、まだソーン分けはされていなかった。1950年代初期に、一戸建て家屋とアパートの混合を望む家屋所有者と、人口密度をできるだけ多くしたい非居住資産所有者の間で闘争が起きた。非居住資産所有者の側が勝ち、アイラビスタの小区画3つ共にアパート用にゾーン分けされた。その後アイラビスタの西にあるオリラ・デル・マー小区画は一戸建てゾーンに再指定されたが、アパート開発業者と家屋所有者の間の遺恨の残った関係ができた。今日、アイラビスタの資産所有者のほんの数%が住民である。
1950年代カリフォルニア大学教授ダウ・スターマンが著名作家オルダス・ハクスリーをデル・プラヤにある自宅に招待した。ハクスリーは大学やサンタバーバラ地域で多くの講演を行った。
1950年代後半までに第二次世界大戦の終戦、ベビーブーム、GI法を経験し、数多くの学生がカリフォルニア大学に流入してくることが明らかになった。学長のクラーク・カーはサンタバーバラ校のビジョンを書き直し、バークレー校やロサンゼルス校と同様大型の総合キャンパスにしようと考えた。1959年、サミュエル・B・グールドがサンタバーバラ校の初代総長に指名された。アイラビスタを認識した最初のサンタバーバラ校計画がグールドの手によって策定された。アイラビスタが行き当たりばったりに開発されていたので、地域の秩序ある開発に生涯になるのではないかと心配していた。グールドは1962年にサンタバーバラ校を去り、後にニューヨーク州立大学の総長になった。
カリフォルニア大学サンタバーバラ校の大きくなった施設に通う学生のための住宅地として、アイラビスタを開発することは、エル・コレヒオ道路沿いの規制された寮で始まった。大学の管理官がエル・コレヒオに大型施設を建設する開発業者を連れてきた。それは1960年に、先を見た近代的なものと見なされ、幾つかデザイン賞を受賞した。ロス・マクドナルドのミステリー小説に、これら寮の幾つかが登場する。

### 1960年代と1970年代

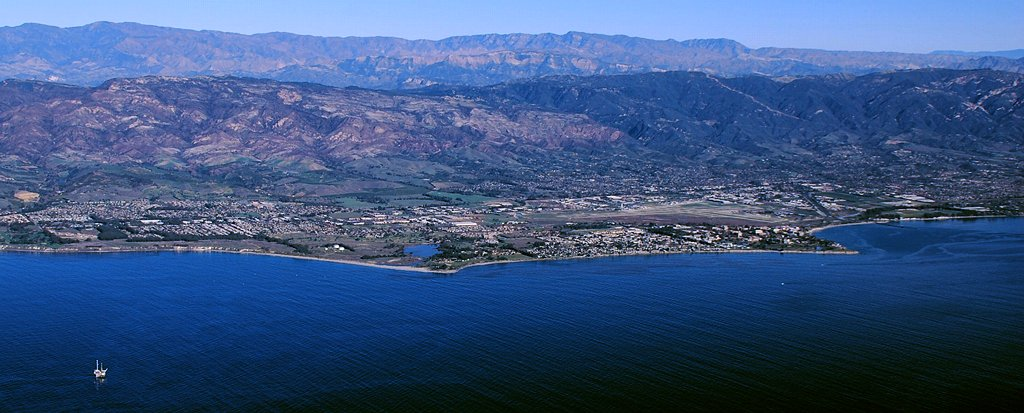
エルウッド、アイラビスタ、サンタバーバラの並ぶ海岸

1960年代初期までに、それまでの学生たちは寮の門限や入室制限に不満を覚えるようになり、アイラビスタの規制が無いアパートに移ってくるようになった。大変積極的な開発業者がその需要にあるアパートを建設し、郡の監督官に働きかけて、アパートに合わせた駐車場を確保させ、さらに住民密度を高めた。これと同じ頃に、エンバルカデロ・ループ周辺の商業ゾーンの資産所有者を統一する動きが失敗し、協調した事業開発や商業の顧客の駐車の問題が未解決で残された。
1967年までにアイラビスタには数百の安普請した多層階の住宅が建設され、医院や歯科医院、宝石商、保険と金融の事務所、さらには広い範囲の本屋、アートシアターの映画館などのある商業中心ができた。樹木を含めた景観は好ましい高さまで育たず、町は不毛の印象があり、空き地にはゴミが集められていた。この頃、若者文化あるいはカウンター・カルチャーが成長し、アイラビスタはカリフォルニア海岸をヒッチハイクで行き来する若者にとって自然の立ち寄り所になった。
作家で詩人のリチャード・ブローティガンは、1967年10月にアイラビスタのユニコーン本屋で最初の『アメリカの鱒釣り』朗読会を行った。ユニコーン本屋とそれが関連する印刷所は、洗濯機と名だたるビールのメイターク家の相続人であるケン・メイタークの後援を受けていた。この印刷所は多くの有名詩人の本を出した。しかし、周辺のサンタバーバラの町はアイラビスタで立ち止まるカウンター・カルチャーのがらくたには不快であり、同じ頃に地区検事が全裸シーンのある映画を上映していたアートシアター映画館のマジックランタンを襲った。映画館の経営者はわいせつ物陳列罪で起訴され、金を失い、事業も潰した。郡保安官部は白昼の通りでマリファナなど薬物を公然と扱うことを好まず、緊張感が増した。ドアーズのジム・モリソンがある夜、砂浜でトリップしているときに、アイラビスタの南西端の数マイル沖にある石油掘削プラットフォーム「ホリー」の明るい灯りを見て、『水晶の舟』という曲を書いたという土地の伝説がある。
1969年、アンディ・ウォーホルの映画に出ていたイーディ・セジウィックは、当時のアイラビスタにメタンフェタミン利用者の社会があったこともあってこの町に住んだ。セジウィックの兄はフォーチュナ道路沿いに住んだ。彼女の家族はサンタイネスに近い牧場に住み、そこは現在カリフォルニア大学自然保護システムの一部に組み込まれている。セジウィックはエル・エンバルカデロの麓にある浜辺で若いゲイの男ランス・ラウドと出逢った。ラウドはPBSテレビのドラマ『アメリカの家族』に出ていた。ラウドは既にウォーホルの手下であり、少年たちがバレーボールをしているのを見ていたときに、セジウィックが犬を連れて通りかかり、彼女だと認識した。その2年後、セジウィックは『アメリカの家族』で撮影されていたサンタバーバラ美術館であったファッションショーに出席し、家に戻るとバルビツール酸塩を過剰に摂取した。セジウィックはソルバングに近いバラードに埋葬されている。
「アイブイリーグ」と呼ばれた学生集団が、アイラビスタで市民としての責任を取るべく組織を作り、ストリートパーティの手配、保安官との会合、清掃、街路樹の植樹を行った。しかし1968年、カリフォルニア大学サンタバーバラ校に通うアフリカ系アメリカ人学生の小さな社会と警官の間に多くの事件があり、またリチャード・ニクソンが大統領に選ばれたことで、アイラビスタにとっては負のスパイラルが始まり、1970年の冬と春には3回の暴動にまで発展した。アイブイリーグはあまりに穏健と見なされ影響力を失った。
1970年2月25日、エンバルカデロ・デル・ノルト935にあったバンク・オブ・アメリカ支店ビルが学生達によって全焼させられた。これは石を投げた学生が警官を町から追い出した後のことだった。FBIでの経歴について「ディープ・カバー」を書いたクリル・ペインによると、FBIはサンタバーバラで大変活動的であり、バンク・オブ・アメリカを燃やすことになった学生を告発したのは、対敵諜報活動プログラムだったと言っている。暴動の間にバンク・オブ・アメリカに火を点けた学生ケビン・モーランは1970年4月に警官の銃撃で殺され、1970年6月にあった暴動ではロサンゼルス郡保安局が荒れ狂い、保守派のコメンテーターであるウィリアム・F・バックレー・ジュニアですら批判することになった。
1970年7月4日から5日の夜、いずれかの時点で、カリフォルニア大学サンタバーバラ校キャンパスポイントに近い浜辺で寝袋に寝ていた3人が、斧あるいはマチェーテとナイフで武装した男3人に襲われた。2人の犠牲者は現場で死に、3人目のトマス・M・ヘイズが何とか生き残って、警官に攻撃者の少なくとも1人はアジア人だったと告げた。金や宝石は取られなかったので金目当ての犯行ではなかった。1970年2月から1972年6月の間に近くの浜辺で5件の殺人事件が発生し、そのうち3件はサンタバーバラで、2件はアイラビスタでだった。
1970年代初期、州当局が自治体諮問委員会を創設し、都市部における不穏な状態を扱うこととした。これは未編入の町に擬似的な代表を作って政策決定にあたらせ、標準的な自治体サービスを行わせることである。サンタバーバラは州内でそのやり方を行う最初の郡になった。
アイラビスタ自治体諮問委員会は1971年初期に最初の選挙を行い、学生町から9人の住民を選出し、郡が出す運営費で政府を作った。この諮問委員会は1973年、1975年、さらに1985年にアイラビスタを法人化しようとしたが、すべて地方機関形成委員会が否決して成功しなかった。委員会は最終的に解体された。
1970年代、今はなくなったアイラビスタ・コミュニティカウンシルが大学によって作られた。カウンシルは独自の選挙を行い、町の焦点になった。
多くの代替組織が創設された。例えばハイト・アズベリー無料医院に次いで州内2番目の無料医院があった。アイラビスタ・レクリエーションと公園地区は1972年に設立され、アイラビスタでは2つ目の特別地区になった（1つ目は衛生地区）。アイラビスタ食料生活協同組合が創設されたのも1970年代であり、地域に根差す会員制の信用協同組合が設立された。コミュニティカウンシルは、動物コントロールなど様々なサービスを行ったが、これらのプロジェクトは郡政府からの資金援助がなかったので消失した。
幾つかの事業も始められた。ポール・オーファリーは1970年にアイラビスタでキンコーズを設立した。歯医者、宝石商、美容院など伝統的な事業が町から出て行った。周りの町から切り離され、長い間にアイラビスタで広い範囲の事業が消えて行った。
アイラビスタは大きな範囲をカバーするゴリータ水道地区にかなりの影響力を持っている。ゴリータの非成長政策時代を先導する役割を果たした。これは成長を望んだ時代もあったゴリータの保守的な票田に対抗したものだった。ゴリータ住民は次第に非成長政策に移って来たが同時にアイラビスタを避けるようにもなった。
1970年代からアイラビスタはカリフォルニア大学サンタバーバラ校と、近くのサンタバーバラ・シティ・カレッジの学生が人口の多くを占めるようになっていった。カリフォルニア大学が入学者数を増やし、比較的裕福な学生の経済力が学生ではない住人を追い出すことになった。1960年代後半の混乱で、かつては学生の時間を占有した組織だった行動の筏を壊し、その空隙を自由な形態のパーティシーンで埋め、アイラビスタの南にある崖の上の通り、デル・プラヤ・ドライブで金曜と土曜の夜に集まる若者の群れになった。
1976年後半と1977年初期、アイラビスタの若い女性3人が誘拐され殺された。これらの殺人によって、女性に対する暴力に反対する大きなデモに発展し、アイラビスタに住む若者を運ぶ良い機関が好まれるようになった。

### 1980年代から現在
アイラビスタは若者文化の発信元であり、常に多くのバンドがいた。1980年からこれらバンドの多くが、シド・ゴーレンの所有するセビル道路沿い6500にあった貯蔵ガレージをリハーサル空間として利用した。1980年代後半、オルターナティブ・ロックのロード・ザ・ウェット・スプロケットがそこでリハーサルを行い、元々ゴリータの出身だったが、アイラビスタで公演を行うことが多かった。地域出身で、そこそこの名声を得たその他のアーティストには、アニマル・リバレーション・オーケストラ、ジャック・ジョンソン、スティーブ・アオキ、ラグワゴン、スライビング・アイボリー、レベルーション、アグリー・キッド・ジョー、アイレーション、ポールン、ハニーホワイト、ブレークがいた。セビル道路の練習場は2012年に解体され、学生用の高級住宅が造られることになった。
アイラビスタは18歳から24歳の年齢層で埋められているが、この住民に対して商業的アメニティの数が少ない。近くにあるモール（カミノ・レアル・マーケットプレース）や、サンタバーバラのステート通り下流のような商業開発地が、アイラビスタの企業とそれに伴う税収を誘致しようと1980年代半ばから懸命に動いた。アイラビスタの経済開発は無視され、若者のベッドタウンのままであり、奇妙で幅広い商業地区があるだけだった。
2001年にゴリータ市が法人化されると、ゴリータ住民は新しい市の域内からアイラビスタを除外するよう地方機関形成委員会を説得することに成功した。郡の計画者が商業事業開発をゴリータに誘導したので、アイラビスタ住民は大半がゴリータで買い物することが指摘されている。アイラビスタ住民の団体がアイラビスタを新しいゴリータ市に含めるよう提案したが、地方機関形成委員会の委員長や執行役員から強い反対があった。地方機関形成委員会はゴリータ市がアイラビスタの経済活動から税収が上がるようにしながら、アイラビスタのインフラについては責任が無い。サンタバーバラ郡もアイラビスタから税収を得ながら、アイラビスタを未編入のままに置いておくことに財政面からの関心がある。地方機関形成委員会執行役員が挙げたアイラビスタを除外した公式の理由は、政治的な実行不能生だった。ゴリータ・ラウンドテーブルが実施したゴリータを含めた広い範囲での世論調査のみが、アイラビスタを含む市制が住民投票を通るであろうことを示していた。
2001年に起きた最初のアイラビスタ虐殺事件は、カリフォルニア大学サンタバーバラ校の新入生デイビッド・アッティアスが2月23日夜に、サバドタルド道路6500で自分の車を駐車中の車数台や歩行者にぶつけることで、4人の学生を殺害した事件だった。当初殺人4件、重大な過失のある車による故殺4件、薬物服用による運転での重罪4件で起訴されたが、後に法律上心神喪失だったことが分かった。
2014年4月5日、デルトピアと呼ばれる毎年開催される祭で、警官が背後から瓶の入った袋で頭を叩かれただけで、パーティに行く途中の者1人を逮捕した後、暴動が発生した。その後の警察の反応に対して集まった大衆が抗議し、警官に向かって物を投げ始めた者もいた。その夜が終わるまでに、100人近い人が逮捕された。
2014年5月23日、2回目の大量殺人事件が起こった（2014年アイラビスタ銃乱射事件）。加害者を含め7人が死亡し、13人が重軽傷を負った。加害者はサンタバーバラ・シティ・カレッジを中退した22歳のエリオット・ロジャーで、まず3人を自分のアパートで刺殺あるいは睡眠中に殺した後、近隣のソロリティ宿舎付近で拳銃の乱射を開始し、黒のBMWに乗って街を回りながら乱射を続け、合計3人を拳銃で殺し、自転車を撥ねるなどして合計13人に重軽傷を負わせた。事件現場はデリカテッセン、コンビニエンスストア、加害者のアパートなど合計10地点、12か所に上った。ロジャーはその日の殺人を予告したビデオをユーチューブに投稿しており、その中で自分を相手にしてくれなかった若い女性たちを非難していた。駐車されていた車に追突して停止したBMWにサンタバーバラ郡保安官事務所のデピュティたちが追いついた時には、ロジャーは頭部への銃弾によってすでに死亡しており、自殺したと見られている。

## 文化

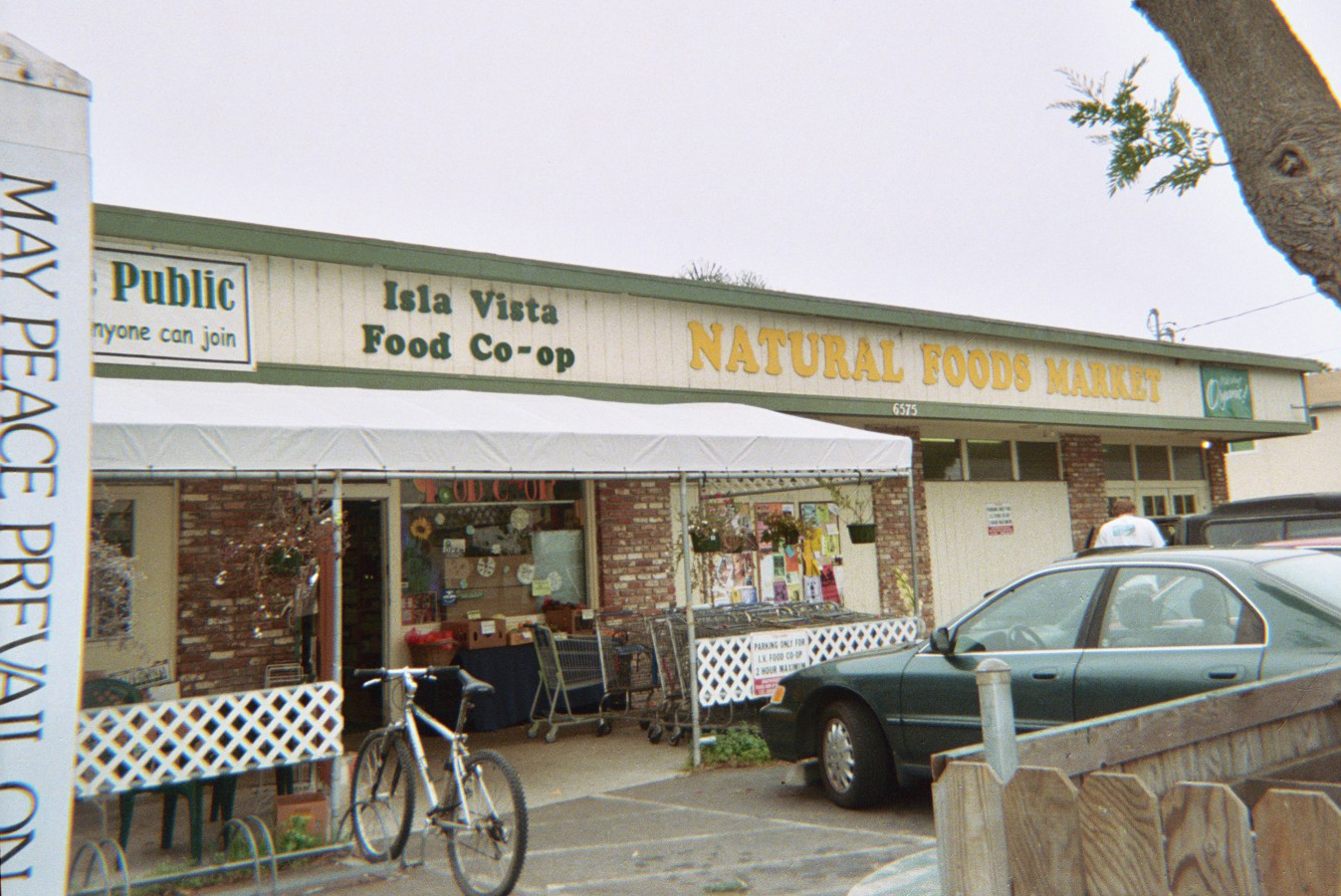
アイラビスタ食料コープ、前面に平和の柱が見える

アイラビスタはその特徴ある学生と海浜の文化で知られ、カリフォルニア大学サンタバーバラ校とサンタバーバラ・シティ・カレッジの大学生が大半である住民によって育てられた。町が小さくカリフォルニア大学に近いことで、地域社会の感覚が強くなり、学生は同級生など多くの者と知り合うことになる。年間を通して温かい日が続き、多くの学生は学業の厳しさから逃れて、日光浴、サーフィン、サッカー、フリスビーなどレクリエーションに勤しむことになる。海浜の強い文化も地域社会の独自性には重要な様相である。デル・プラヤ道路沿いに住む住人は、家から崖を降りて海浜に行き、波乗りをしたりリラックスできる。アイラビスタ住人は徒歩で海岸まで数分の距離に住んでいる。
アイラビスタは積極的でエネルギッシュな雰囲気が満ちている特徴ある社会である。若者の熱狂性、馬鹿騒ぎ、屋外の祭、および概して楽観的な環境がアイラビスタと同義になっている。学生が多いので、コーヒーショップなど地元企業は夜中過ぎまで忙しいことが多く、毎晩午前2時まで騒がしい店もある。期末近くの週間は24時間開いている店も多く、勉強の合間に休憩する学生が使っている。生活の質を特徴づけるもう1つのものは町の主要な交通手段が自転車やスケートボードだということである。通りは自転車で溢れ、大学に行き来する学生や、ウェットスーツに身を包み海浜までサーフボードを運ぶ姿が見られる。
アイラビスタの語り継がれる雰囲気に貢献する行事としては、ハロウィーン、アースデイの祭、チラビスタ祭、アイランドビュー・クラシック自転車レース、イクストラバガンザとオールソロリティ・バレーボール選手権などがある。これらの行事には必ず音楽があり、多くの観衆を惹き付け、住民も観光客も友達や知り合いになれる。

### 町の動き
アイラビスタの特徴は、通りの照明など町の安全問題が問われる方法である。2009年、カリフォルニア大学サンタバーバラ校学長がアイラビスタにおける公衆安全の重要性を共通する法案を提出した。
2013年、サンタバーバラ監督官ドーリーン・ファーが、安全状態を改善する1つのやり方は、アイラビスタの照明を改善することだと発言した。
同年、サンタバーバラ郡監督官会議が、デル・プラヤ・ドライブ、サバドタルド道路、トリゴ道路、パサド道路の街灯を、エネルギー効率の良いLEDランプに交換する補助金として10万ドルを承認した。この件は大学の現地問題学生同盟が指導する学生集団の動きとして達成された。

### ハロウィーン

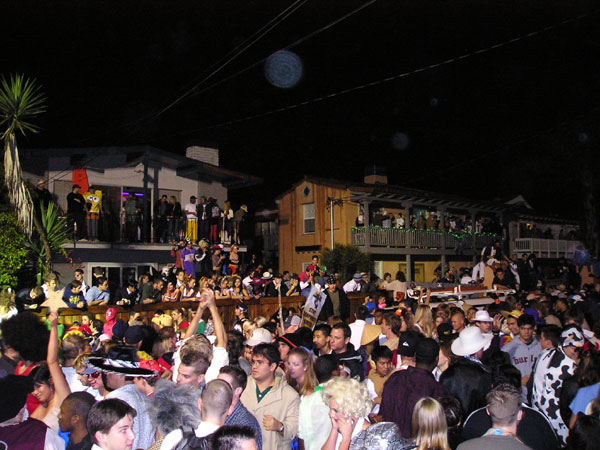
デル・プラヤ・ドライブのハロウィーン

アイラビスタで最初の大がかりで通りを埋めたハロウィーンは1962年ことだった。1954年にカリフォルニア大学がサンタバーバラ中心街からアイラビスタに移転すると、学生達は確立された町から孤立した場所に移ってきた。この孤立は一部学生の危険な挙動を加速し増幅することになると論じる者もいた。1930年代に始まった祭に「ザ・バーバリ・コースト」というものがあり、学生達が着飾り、ゴールドラッシュ時代のサンフランシスコを彷彿させる行事を行っていたが、低俗なものになってきたので、1959年に学生会が中止した。アイラビスタの年間行事としてのハロウィーンは1970年代後半に盛んになったが、その時点でもカリフォルニア大学の学生と地元住民のみが参加していた。1980年代初期までに、カリフォルニア州中の学校から学生がアイラビスタのハロウィーンに集まってくるという噂が広がり始めた。しかし、大学の管理者が警告したものの、郡が管理するアイラビスタの低俗性が増した。当時、サンタバーバラ郡保安官部は、アイラビスタで「生活の質」法令を強制することは優先度が低く、大学警察の関与することと見なしていた。郡保安官部と大学キャンパス警察の間で警察の責任を共有するという特徴ある慣習が始まった。
ハロウィーンが成長すると、高校生も多く集まるようになり、アイラビスタの中でハロウィーンに対する対抗手段と世代分けが必要になった。その中には街頭でアルコールを開けるのを認めないこと、アルコールを飲むものが21歳以上であることを確認するために身分証明書の確認頻度を上げること、厳格な騒音防止条例、公衆の場でアルコールを摂取するときの法の強制、パーティでビア樽を開ける際の規制などだった。ハロウィーンは現在もアイラビスタ最大の年間行事であり、2万人から4万人の観衆を集めている。
1960年代にデモが多かったことにより、サンタバーバラ郡保安官部と大学キャンパス警察、カリフォルニア・ハイウェイ・パトロールの合同事業としてアイラビスタ歩行パトロールの仕組みを作ることになった。

## 人口動態

### 2010年国勢調査
以下は2010年の国勢調査による人口統計データである。
| 基礎データ - 人口: 23,096 人 - 人口密度: 4,778.6人/km2（12,376.4 人/mi2） - 世帯数: 4,898世帯 - 家族数: 762 家族 - 住居数: 5,091 軒 - 住居密度: 1,053.3軒/km2（2,728.1 軒/mi2） - 所有者占有住居: 2.6% - 賃借者占有住居: 97.4% - 持ち家空室率: 1.5% - 借家空室率: 1.9% - 所有者占有住居入居者: 1.5% - 賃借住居入居者: 63.7% 人種別人口構成 - 白人: 64.4% - アフリカン・アメリカン: 2.6% - ネイティブ・アメリカン: 0.5% - アジア人: 14.7% - 太平洋諸島系: 0.2% - その他の人種: 11.6% - 混血: 6.1% - ヒスパニック・ラテン系: 22.8% | 年齢別人口構成 - 18歳未満: 3.0% - 18-24歳: 84.8% - 25-44歳: 9.0% - 45-64歳: 1.9% - 65歳以上: 1.3% - 年齢の中央値: 21歳 - 性比（女性100人あたり男性の人口） - 総人口: 97.1 - 18歳以上: 96.8 世帯と家族（対世帯数） - 18歳未満の子供がいる: 7.6% - 結婚・同居している夫婦: 10.1% - 未婚・離婚・死別女性が世帯主: 3.4% - 単身世帯: 19.6% - 65歳以上の老人1人暮らし: 4.0% - 平均構成人数 - 世帯: 3.08人 - 家族: 2.94人 |

### 2000年国勢調査
以下は2000年の国勢調査による人口統計データである。
| 基礎データ - 人口: 18,344 人 - 世帯数: 5,164 世帯 - 家族数: 1,208 家族 - 人口密度: 3,340.9人/km2（8,635.2 人/mi2） - 住居数: 5,264 軒 - 住居密度: 958.7軒/km2（2,478.0 軒/mi2） 人種別人口構成 - 白人: 64.9% - アフリカン・アメリカン: 2.10% - ネイティブ・アメリカン: 0.64% - アジア人: 11.56% - 太平洋諸島系: 0.23% - その他の人種: 10.16% - 混血: 5.84% - ヒスパニック・ラテン系: 20.01% | 年齢別人口構成 - 18歳未満: 8.6% - 18-24歳: 73.4% - 25-44歳: 13.7% - 45-64歳: 3.1% - 65歳以上: 1.2% - 年齢の中央値: 21歳 - 性比（女性100人あたり男性の人口） - 総人口: 100.1 - 18歳以上: 99.8 世帯と家族（対世帯数） - 18歳未満の子供がいる: 13.3% - 結婚・同居している夫婦: 16.4% - 未婚・離婚・死別女性が世帯主: 4.8% - 非家族世帯: 76.6% - 単身世帯: 20.0% - 65歳以上の老人1人暮らし: 2.7% - 平均構成人数 - 世帯: 2.96人 - 家族: 3.21人 | 収入と家計 - 収入の中央値 - 世帯: 16,151米ドル - 家族: 26,250米ドル - 性別 - 男性: 23,381米ドル - 女性: 20,281米ドル - 人口1人あたり収入: 7,644米ドル - 貧困線以下 - 対人口: 62.8% - 対家族数: 28.6% - 18歳未満: 29.7% - 65歳以上: 3.1% |

## メディア

### 印刷物
アイラビスタでは、サンタバーバラで発行される新聞が購読されている。日刊紙「サンタバーバラ・ニューズ・プレス」は、2000年にニューヨーク・タイムズ社が地元のウェンディ・P・マッコーに売却した新聞であり、発行部数は約25,000である。週刊紙の「サンタバーバラ・インディペンデント」は発行部数40,000部である。
ウェブサイトの新聞には次のものなどがある。
- エドハット・オンライン・マガジン[31]
- ザ・デイリー・ネクサス、カリフォルニア大学の学生新聞
- アイラビスタ・タイムズ
- 太平洋岸ビジネスタイムズ
- サンタバーバラ・ライフ
- シェイプ・オブ・ボイス

### テレビ
テレビ局としてはABC系列局、ユニビジョン系列局の他にケーブルテレビ局がある。地上放送はサンタマリア、サンルイスオビスポ、ロサンゼルスの放送を受信できる。

### ラジオ
ラジオ局はFM4局がある。
ロサンゼルスやサンディエゴのラジオ放送も聴取できる。

## 著名な出身者
- ユライア・フェイバー、総合格闘家